# Maison au 1, rue du Conseil à Turckheim
La maison au 1, rue du Conseil est un monument historique situé à Turckheim, dans le département français du Haut-Rhin.

## Localisation
Ce bâtiment est situé au 1, rue du Conseil et au 2, Grand-Rue à Turckheim.

## Historique
L'édifice fait l'objet d'une inscription au titre des monuments historiques depuis 1930.